# Alive Till I'm Dead
 (août 2012).
Si vous disposez d'ouvrages ou d'articles de référence ou si vous connaissez des sites web de qualité traitant du thème abordé ici, merci de compléter l'article en donnant les références utiles à sa vérifiabilité et en les liant à la section « Notes et références ».
Albums de Professor Green
The Myth
(2011)
Alive Till I'm Dead est le premier album studio du rappeur britannique Professor Green. Il sort dans les bacs le 19 juillet 2010. L'artiste s'est associé avec des chanteurs tels Lily Allen, Emeli Sandé, Labrinth ou encore Mike Skinner. Ces derniers prêtent leur voix sur plusieurs des morceaux de l'album.

## Histoire de l'album
Just Be Good to Green a été composé d'abord en 2007 sous le label The Beats. Elle a été composée et produite par Semothy Jones et Neon Hitch apparaît lors des refrains. Professor Green nous apprend qu'il prend contact avec Lily Allen par facebook. Green déclare "Nous chattions sur facebook et j'ai mentionné la chanson", et il s'agissait d'une des préférées de la chanteuse. Elle m'a proposé de chanter le refrain.

## L'album

### Liste des pistes
| No  | Titre                                        | Durée |
| --- | -------------------------------------------- | ----- |
| 1.  | Kids That Love to Dance                      | 2:46  |
| 2.  | Just Be Good to Green (featuring Lily Allen) | 3:24  |
| 3.  | I Need You Tonight                           | 3:45  |
| 4.  | City of Gold                                 | 4:02  |
| 5.  | Oh My God                                    | 3:51  |
| 6.  | Jungle                                       | 3:13  |
| 7.  | Do for You                                   | 4:21  |
| 8.  | Falling Down                                 | 3:53  |
| 9.  | Monster                                      | 3:08  |
| 10. | Closing the Door                             | 4:00  |
| 11. | Where Do We Go                               | 3:47  |
| 12. | Goodnight                                    | 4:43  |

L'album contient deux titres bonus
| No  | Titre                               | Durée |
| --- | ----------------------------------- | ----- |
| 13. | Crying Game (featuring The Streets) | 3:55  |
| 14. | All to Myself                       | 4:25  |

### Les singles
| I Need You Tonight    | 12 avril 2010    | - |
| Just Be Good to Green | 11 juillet 2010  | - |
| Monster               | 3 octobre 2010   | - |
| Jungle                | 1er janvier 2011 | - |

## Dans les charts
L'album se classe 2e dans les charts britanniques et est certifié disque d'or. Il atteint, en Irlande, la place de 18e.

## Critiques
L'album reçoit des critiques plutôt positives notamment de la part de la BBC. Professor Green est très vite comparé à Eminem par Helen Clarke du MusicOMH du temps de son The Slim Shady LP.